# Djouybar
Djouybar (ou Juybar ; en persan : جویبار / Juybâr) est une ville au nord de l'Iran, dans la province du Mazandaran. Elle est située sur la côte sud de la Mer Caspienne.